# 蒔田定行
蒔田 定行（まいた さだゆき）は、備中国浅尾の寄合旗本。蒔田定正の長男。

## 生涯
寛永18年（1640年）11月22日、父の死後、遺領のうち7016石を相続し、弟定則に1300石を分与した。正保元年（1644年）4月24日、甲府城番となる。正保3年（1646年）10月、台徳院霊廟の普請を命ぜられ、慶安元年（1648年）10月には江戸城西の丸の普請を命ぜられる。承応元年（1652年）、旗本斉藤利意と共に下総国下館城在番となる。寛文2年（1662年）2月8日、定火消に任命され、駿河台土手に火消屋敷を与えられた。12月27日には布衣を許される。延宝3年（1675年）3月10日、持弓頭に転向。延宝5年（1677年）4月14日、百人組頭となる。天和2年（1682年）4月21日、上野国勢多、新田、山田郡内に700石の加増を受け7716余石となる。
元禄2年（1689年）12月29日に職を辞した。翌元禄3年（1690年）に死去、享年71。家督は婿養子・定矩が継いだ。

## 系譜
- 父：蒔田定正（1591-1641）
- 母：戸田尊次娘
- 正室：戸田忠能養女
- 室：三好新右衛門某の娘
- 室：蒔田勘左衛門の娘
- 生母不明の子女
  - 女子：津田正勝室
  - 男子：蒔田定次
  - 女子：大久保忠照室
  - 男子：蒔田広蕃
  - 女子：駒木根政方室
  - 女子：遠山伊清室
  - 女子：品川伊氏正室
  - 女子：織田正英室
- 養子
  - 女子：角南重世室 - 蒔田次広の娘
  - 男子：蒔田定矩（1677-1710） - 戸田忠辰（蒔田定正の三男）の次男
  - 女子：石河勝栄室 - 松平安芸守家臣坂十左衛門の娘、のちに松平和泉守家臣仁村近重室
  - 女子：蒔田定矩室 - 蒔田定次の娘